# 珍妮特·阿克兰
珍妮特·阿克兰（英語：Janet Ackland，1938年12月19日—2019年12月21日），英国女子草地滚球运动员。她曾代表威尔士参加1982年、1986年、1990年和1994年英联邦运动会草地滚球比赛，获一枚铜牌。